# Seize printemps
Seize printemps é um filme de drama francês de 2020 dirigido, escrito e estrelado por Suzanne Lindon. Lindon interpreta Suzanne, uma adolescente que está desencantada com seu grupo de colegas, e desenvolve um relacionamento com Raphaël, um ator mais velho que ela conhece fora de um teatro.
O filme foi eleito para a Seleção Oficial do Festival de Cannes 2020, embora não tenha podido ser exibido em Cannes devido ao cancelamento do festival em função da pandemia de COVID-19 na França. Foi exibido no Angoulême Film Festival, e no Festival de Toronto 2020. Também foi exibido no 51º Festival Internacional de Cinema da Índia na seção Panorama Mundial.

## Elenco
- Suzanne Lindon como Suzanne
- Arnaud Valois como Raphaël Frei
- Frédéric Pierrot como o pai de Suzanne
- Florence Viala como a mãe de Suzanne
- Rebecca Marder como Marie
- Arthur Giusi como Léonard
- Pauline Rugo como Murielle
- Dominique Besnehard como Gérard Beaumann